# Souleymane Cissokho
Souleymane Diop Cissokho (* 4. Juli 1991 in Dakar, Senegal) ist ein französischer Boxer senegalesischer Herkunft im Weltergewicht (-69 kg).

## Amateurkarriere
Der 1,79 m große Linksausleger gewann unter anderem Turniere in Russland, Finnland, Polen und Tschechien. Zu seinen besiegten Gegnern zählten Lewani Dolenjaschwili, Onur Şipal, Balázs Bácskai und Simeon Chamow. Darüber hinaus ist er Französischer Meister im Leichtgewicht 2011 sowie Französischer Meister im Weltergewicht 2013 und 2014.
2011 gewann er die Europäischen Studentenmeisterschaften in Moskau und 2014 die World University Championships in Jakutsk. Bei den EU-Meisterschaften 2014 in Sofia gewann er eine Bronzemedaille.
Im Juni 2016 gewann er das Welt-Olympiaqualifikationsturnier in Baku mit Siegen gegen Gela Abashidze (3:0), Lee Dong-Jin (3:0), Vasile Belous (3:0), Simeon Chamow (3:0), Josh Kelly (3:0) und Balázs Bácskai (3:0). Er startete anschließend bei den Olympischen Spielen 2016 in Rio de Janeiro, wo er Balázs Bácskai (3:0), Pərviz Bağırov (3:0) und Sailom Adi (3:0) besiegte, dann im Halbfinale gegen Danijar Jeleussinow (0:3) unterlag und so eine Bronzemedaille erkämpfte.

## Profikarriere
Am 21. Januar 2017 bestritt er in Levallois-Perret seinen ersten Profikampf und siegte durch Knockout in der ersten Runde gegen Renato Goman. Im Juni 2018 gelang ihm ein Sieg gegen den ehemaligen IBF-Weltmeister Carlos Amado Molina.
Am 9. Februar 2019 gewann er die französische Meisterschaft im Halbmittelgewicht durch einen K.-o.-Sieg gegen Romain Garofalo. Im Mai 2021 besiegte er Kieron Conway beim Kampf um den Intercontinental-Title der WBA.